# Диртутьиттрий
Диртутьиттрий — бинарное неорганическое соединение
иттрия и ртути
с формулой YHg2,
кристаллы.

## Получение
- Реакция паров ртути и ртутьиттрия:

{\displaystyle {\mathsf {YHg+Hg\ {\xrightarrow {530^{o}C}}\ YHg_{2}}}}

## Физические свойства
Диртутьиттрий образует кристаллы
гексагональной сингонии,
пространственная группа P 6/mmm (структура типа диборида алюминия AlB2) или
тригональной сингонии,
пространственная группа P 3m1  (структура типа дикадмийцезий CeCd2),
параметры ячейки a = 0,4761 нм, c = 0,3529 нм, Z = 1
.
Соединение образуется по перитектической реакции при температуре 530 °C.